# Richmond 200 1959
Richmond 200 1959 var ett stockcarlopp ingående i Nascar Grand National Series (nuvarande Nascar Cup Series) som kördes 21 juni 1959 på den 0,5 mile (805 meter) långa ovalbanan Atlantic Rural Fairgrounds (nuvarande Richmond Raceway) i Richmond i Virginia. Banunderlaget var dirt. Totalt avverkades 100 miles (160,934 km) fördelat på 200 varv. Loppet vanns av Tom Pistone i en Ford Thunderbird på tiden 1:45.29 körande för Carl Rupert. Pistones snitthastighet var 56,881 mph. Prispotten uppgick till 3 885 dollar, varav 900 dollar gick till segraren.

## Resultat
| Plc     | Nr | Förare            | Team/ bilägare       | Konstruktör | Start | Varv | Ledda varv |
| ------- | -- | ----------------- | -------------------- | ----------- | ----- | ---- | ---------- |
| 1       | 59 | Tom Pistone       | Carl Rupert          | Ford        | 12    | 200  | i.u.       |
| 2       | 21 | Glenn Wood        | Wood Brothers Racing | Ford        | 3     | 200  | i.u.       |
| 3       | 87 | Buck Baker        | Buck Baker Racing    | Chevrolet   | 1     | 200  | i.u.       |
| 4       | 79 | Bob Welborn       | Jerry Draper         | Chevrolet   | 5     | 199  | i.u.       |
| 5       | 6  | Cotton Owens      | W.H. Watson          | Pontiac     | 11    | 191  | i.u.       |
| 6       | 36 | Tommy Irwin       | Tommy Irwin          | Ford        | 8     | 186  | i.u.       |
| 7       | 19 | Herman Beam       | Herman Beam          | Chevrolet   | 17    | 186  | i.u.       |
| 8       | 32 | George Green      | Jess Potter          | Chevrolet   | 13    | 171  | i.u.       |
| 9       | 51 | Aubrey Boles      | Aubrey Boles         | Plymouth    | 16    | 165  | i.u.       |
| 10      | 2  | Speedy Thompson   | Bruce Thompson       | Chevrolet   | 4     | 159  | i.u.       |
| 11      | 5  | Tiny Lund         | Lund Racing          | Chevrolet   | 7     | 159  | i.u.       |
| 12      | 0  | Richard Riley     | Richard Riley        | Chevrolet   | 18    | 152  | i.u.       |
| 13      | 33 | Bob Hundley       | Jess Potter          | Chevrolet   | 20    | 141  | i.u.       |
| 14      | 74 | L.D. Austin       | L.D. Austin          | Chevrolet   | 15    | 139  | i.u.       |
| 15      | 62 | Buck Brigance     | i.u.                 | Chevrolet   | 14    | 122  | i.u.       |
| 16      | 41 | Joe Weatherly     | Doc White            | Ford        | 2     | 81   | i.u.       |
| 17      | 22 | Harlan Richardson | Harlan Richardson    | Ford        | 9     | 79   | i.u.       |
| 18      | 42 | Lee Petty         | Petty Enterprises    | Plymouth    | 6     | 77   | i.u.       |
| 19      | 89 | Buddy Baker       | Buck Baker Racing    | Chevrolet   | 19    | 33   | i.u.       |
| 20      | 11 | Junior Johnson    | Paul Spaulding       | Ford        | 10    | 22   | i.u.       |
| 21      | 82 | Joe Eubanks       | Don Every            | Ford        | 21    | 1    | i.u.       |
| 22      | 9  | Roy Tyner         | Roy Tyner            | Chevrolet   | 22    | 1    | i.u.       |
| Källor: |    |                   |                      |             |       |      |            |